# Jules-Auguste-Edmond Savouré
Jules-Auguste-Edmond Savouré, né le 4 février 1804 à Saint-Denis et mort le 10 juin 1849 à Saumur, est un peintre français.

## Biographie
Jules-Auguste-Edmond Savouré est le fils de Jean Baptiste Savouré, secrétaire du sous-préfet, et d'Henriette Félicité Richard.
Élève de Guillaume Guillon Lethière, il devient peintre d'histoire et concourt pour le prix de Rome en 1824, 1827 et 1828.
Il épouse Jeanne Françoise Andrée Gasse de Vernet.
Il meurt à son domicile de Saumur le 10 juin 1849 à l'âge de 45 ans.